# Ezlopitant
Ezlopitant (INN, tên mã CJ-11,974) là một chất đối kháng thụ thể NK1. Nó có chống nôn và antinociceptive hiệu ứng. Pfizer đang phát triển ezlopitant để điều trị hội chứng ruột kích thích nhưng dường như đã ngừng sử dụng.